# Liu Huan
Liu Huan (chinês simplificado: 刘欢; chinês tradicional: 劉歡; pinyin: Liú Huān; 26 de agosto de 1963) é um cantor chinês. Ele se apresentou ao lado de Sarah Brightman na Cerimônia de abertura dos Jogos Olímpicos de Verão de 2008.